# 克拉克斯堡 (印地安納州)
克拉克斯堡（英語：Clarksburg）是位於美國印地安納州第開特縣的一個人口普查指定地區。

## 地理
克拉克斯堡的座標為39°26′00″N 85°20′52″W / 39.43333°N 85.34778°W，而該地最高點為海拔高度322米（即1056英尺）。

## 人口
根據2010年美國人口普查的數據，克拉克斯堡的面積為1.24平方千米，當中陸地面積為1.24平方千米，而水域面積為0.03平方千米。當地共有人口1379人，而人口密度為每平方千米1,112.1人。